# 駅物語
『駅物語』（えきものがたり）は、日本の小説家朱野帰子による小説である。
単行本は、2013年8月1日に講談社より書き下ろし刊行でされた。単行本の装幀は、谷口博俊 (next door design) による。単行本の装画は、北極まぐによる。2013年10月、雑誌『ダ・ヴィンチ』の「今月のプラチナ本」に選ばれている。文庫版は、2015年2月13日に講談社文庫より刊行された。

## あらすじ
東本州旅客鉄道株式会社、通称東本鉄の入社試験で1位の点数をとった若菜直は、毎日200万人以上が乗り降りする、日本で有数のターミナル駅である「東京駅」の駅員となり、「鉄道の利用客に幸せな奇跡を起こすことができるように頑張りたい」との抱負を語った。若菜は、1年前、東京駅で転倒したときに、手を差し伸べてくれた5人の人物を探し出したい、という考えをもっていた。若菜は、同期の犬塚や副駅長の吉住など、個性的なキャラクターをもった同僚たちに囲まれて、鉄道員として職務に奮闘する日々を送る。

## 主な登場人物
若菜直
東京駅で働く新人女性駅員。由香子がつけたあだ名は「直ちん」。「駅では奇跡が起きる」と信じている。駅員になることは喘息の発作で死んだ弟の夢だった。
犬塚俊則
若菜の同期。由香子がつけたあだ名は「ワンタン」。鉄道マニアだが、解雇されることを恐れて勤め先には隠している。
橋口由香子
若菜の先輩。あだ名は「ゆかぽん」。刺繡が得意。
藤原一成
若菜の先輩。由香子がつけたあだ名は「藤ぴー」。車掌昇格試験に5回も落ちている。
吉住
副駅長。

## 書評
KADOKAWAによるサイト「ダ・ヴィンチニュース」には、「朱野さんがすごいのは、その膨大な数の“思い”の存在を、小説の限られた登場人物と紙幅で、読者にまざまざと感じさせるところだ」「現代社会で働く私たちみんなに通じる迷いや葛藤を掬い取り、光を当てるその姿勢も健在だ。そして、朱野作品は、とにかくエンターテインメントとして純粋に楽しいところがいい」「個性豊かな駅員たちや、総合職と現業職の軋轢、トラブルを起こす乗客とのやりとりから生まれる人間ドラマと共に語られる東京駅のうんちくが楽しい」とする書評が掲載されている。小学館によるサイト「小説丸」には、「駅を支える人々の物語は、まるで深い味わいの日本酒のようです」とする書評が掲載されている。